# Nevermind the Living Dead
Albums de Stuck in the Sound
Stuck In The Sound
(2004) Shoegazing Kids
(2009)
Nevermind the Living Dead est le premier album du groupe français de rock Stuck in the Sound, publié en 31 octobre 2006 par Discograph.
Précédemment à celui-ci, le groupe a auto-produit deux démos : Toy Boy et un album éponyme.

## Liste des chansons
Toutes les chansons sont écrites et composées par Stuck in the Sound.
| No  | Titre                             | Durée |
| --- | --------------------------------- | ----- |
| 1.  | I Shot My Friend                  | 4:55  |
| 2.  | Toy Boy                           | 4:25  |
| 3.  | Cramp, Push and Take It Easy!     | 3:34  |
| 4.  | Delicious Dog                     | 5:09  |
| 5.  | Waste                             | 4:15  |
| 6.  | Don't Break the Bar Please Dumbo! | 2:29  |
| 7.  | Don't Go Henry                    | 5:13  |
| 8.  | Nevermind the Living Dead         | 5:02  |
| 9.  | Never on the Radio                | 2:51  |
| 10. | I Travel the World                | 4:17  |
| 11. | It's (Friday)                     | 3:01  |
| 12. | Third Eyed Girl                   | 4:37  |
| 13. | You Ain't For Me                  | 6:55  |